# Lil Loaded

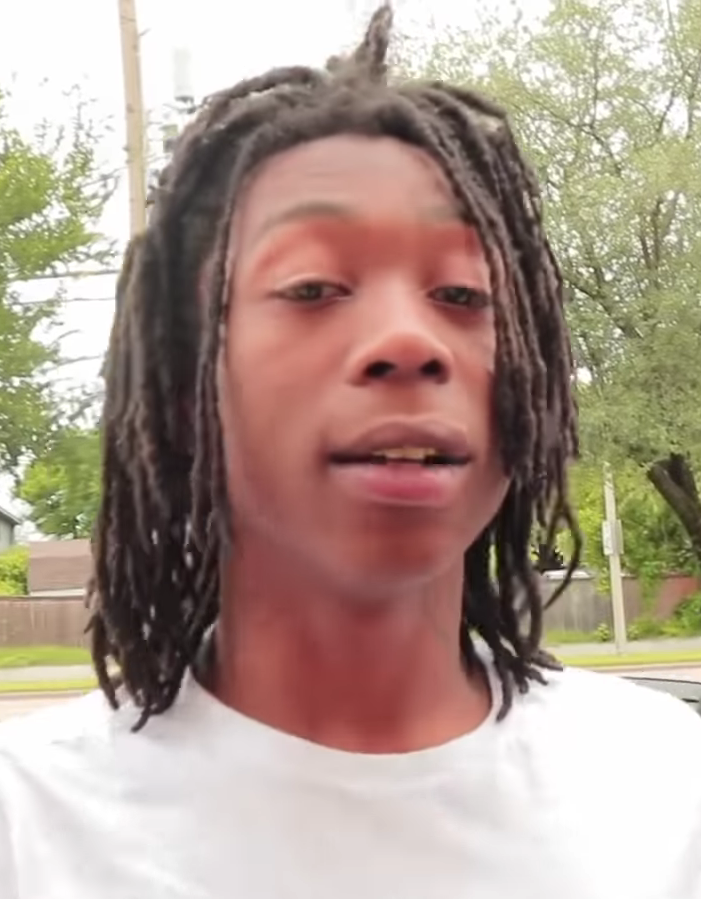
Lil Loaded in einem Video (2021)

Dashawn Maurice Robertson (* 1. August 2000 in San Bernardino, Kalifornien; † 31. Mai 2021 in Dallas, Texas), besser bekannt als Lil Loaded, war ein US-amerikanischer Rapper. Erste Aufmerksamkeit erlangte er durch den australischen YouTuber Tommy Craze, der auf sein Musikvideo zu 6locc 6a6y reagierte, als es gerade 54 Minuten alt war.

## Leben
Dashawn Robertson wurde am 1. August 2000 in San Bernardino geboren. Mit dem Rappen begann er Ende 2018, doch die große Aufmerksamkeit kam erst Ende Juli 2019, nachdem der australische YouTuber Tommy Craze auf sein neu veröffentlichtes Musikvideo zu dem Song 6locc 6a6y reagierte. In den folgenden Monaten galt der Rapper in Dallas und in den USA als einer der Newcomer des Jahres. Ein paar Monate später veröffentlichte der Musiker einen weiteren Song namens Gang Unit, der ihm in den USA den Ruf eines Gangsterrappers einbrachte. Beide Songs wurden von namhaften Rapkünstlern aufgegriffen: der 6locc 6a6y Remix mit NLE Choppa wurde fast ein Jahr nach seinem Debüt veröffentlicht. Das Lied Gang Unit wurde mit dem US-amerikanischen Künstler YG neu veröffentlicht.
Am 25. Oktober 2020 soll der Rapper seinen Freund Khalil Walker während eines Videodrehs durch einen Schuss in die Brust getötet haben. Robertson stellte sich am 9. November selbst der Polizei. Er wurde vor Gericht wegen Totschlags gegen den 18-jährigen angeklagt.
Am 25. Mai 2021 erreichte 6locc 6a6y Goldstatus und hatte zu diesem Zeitpunkt bereits über 28 Millionen Aufrufe auf YouTube generiert. Gang Unit erreichte bis Ende Mai 2021 sogar 39 Millionen Aufrufe auf der Plattform. Am 31. Mai 2021 starb Robertson durch Suizid durch einen selbst beigebrachten Kopfschuss.

## Diskografie

### Alben und Mixtapes
- 2019: 6locc 6a6y
- 2020: A Demon in 6lue
- 2020: Criptape

### Singles
- 2019: 6locc 6a6y (US: Gold, Verkäufe: + 525.000)
- 2019: Smoke Today
- 2019: GOAT Freestyle
- 2019: Opps On Fire
- 2019: Gang Unit
- 2019: 6acc On The 6locc
- 2019: Madness
- 2020: Avatar (feat. King Von)
- 2020: Hit Em Up
- 2020: Shotta Shit
- 2020: Wit The Business
- 2020: Every Time We Step
- 2020: Raw Shit
- 2020: 6locc 6a6y (Remix) (feat. NLE Choppa)
- 2020: Gang Unit (Remix) (feat. YG)
- 2020: I’m Finna Shoot You (Remix) (mit Cyraq)
- 2020: High School Dropout
- 2020: Narco
- 2020: To The Max
- 2022: Cell Tales

## Auszeichnungen für Musikverkäufe
| Goldene Schallplatte - Polen - 2024: für die Single 6locc 6a6y |

| Land/RegionAuszeichnungen für Musikverkäufe (Land/Region, Auszeichnungen, Verkäufe, Quellen) | Gold     | Platin | Verkäufe | Quellen  |
| -------------------------------------------------------------------------------------------- | -------- | ------ | -------- | -------- |
| Polen (ZPAV)                                                                                 | Gold1    | —      | 25.000   | olis.pl  |
| Vereinigte Staaten (RIAA)                                                                    | Gold1    | —      | 500.000  | riaa.com |
| Insgesamt                                                                                    | 2× Gold2 | —      |          |          |